# ولکا سکرونیک
ولکا سکرونیک (به لاتین: Velká Skrovnice) یک ناحیه در جمهوری چک است که در Ústí nad Orlicí District واقع شده‌است.

## خصوصیات
ولکا سکرونیک ۵٫۷۵ کیلومترمربع مساحت و ۲۷۵ نفر جمعیت دارد و ۴۱۵ متر بالاتر از سطح دریا واقع شده‌است.